# Популяционная биология
Популяционная биология (англ. Population biology) — раздел общей биологии, занимающийся комплексным (с общебиологических, демографических, экологических, генетических и других точек зрения) изучением популяций организмов, их изменения и взаимодействия, в частности, исследует популяционные аспекты экологии, эволюции, процессов воспроизводства, старения и смерти. Популяционная биология настолько широко использует методы популяционной динамики, что эти два термина часто рассматриваются как равнозначные, но популяционная биология более широкий раздел, который также включает экспериментальные исследования.
Включает в качестве самостоятельных разделов популяционную генетику, популяционную экологию, микросистематику и т. п., а сама популяционная биология часто рассматривается как составная часть эволюционной биологии.
Известен также популяционный метод исследования генетики человека. Он позволяет изучать распространение отдельных генов или хромосомных аномалий в человеческих популяциях. Для анализа генетической структуры популяции необходимо обследовать большую группу лиц, которая должна быть репрезентативной, то есть представительной, позволяющей судить о популяции в целом. Этот метод применяется при изучении различных форм наследственной патологии.